# LeTourneau L-2350
LeTourneau L-2350 je težki nakladalnik s sprednjo žlico. Zasnovalo ga je ameriško podjetje LeTourneau Inc.. Zasnovan je za nakladanje tovora na 400 tonske dumper tovornjake.
- Operativna teža_ 258 ton
- 16-valjni 65.0 litrski Detroit Diesel 4-taktni turbopolnjeni (2300 KM) ali pa 16-valjni 60.0 litrski Cummins Diesel 4-taktni turbopolnjeni (2300 KM)
- Pogon: dizel-električni
- Tovor: 72 ton
- Volumen žlice: 40,52 m³
- Gorivo: 3974 l
- Hidravlično olje: 1230 l
- Gume: 70/70-57 SRG DT (premer 4 m, širina 1,78 m)[1][2]
- Cena $1,5M (2012)